# Milow (album)
| Recensione | Giudizio |
| ---------- | -------- |
| AllMusic   | [ 3 ]    |

Milow è l'album di debutto internazionale del cantante belga Milow, pubblicato nel 2009 e prodotto da Jo Francken, contenente le migliori canzoni dei precedenti lavori fino ad allora pubblicati solo nella regione del Benelux.
Dall'album sono stati estratti quattro singoli: Ayo Technology, You Don't Know, Out of My Hands e One of It.

## Tracce
1. Ayo Technology – 3:34
2. You Don't Know – 2:47
3. One of It – 3:07
4. Out of My Hands – 3:30
5. Canada – 4:52
6. The Ride – 3:08
7. Stephanie – 4:07
8. Coming of Age – 4:01
9. The Priest – 6:57
10. House By The Creek – 4:19
11. Dreamers and Renegades – 2:48
12. Herald of Free Enterprise – 5:01
13. Darkness Ahead and Behind – 3:52
14. Launching Ships – 2:48

Durata totale: 54:51

## Singoli
- 2009: Ayo Technology[7]
- 2009: You Don't Know[8]
- 2010: Out of My Hands con Marit Larsen (Solo in Germania, Austria e Svizzera)[9]
- 2010: One of It (Solo in Francia)[10]